# Ofensiva Nacionalista de Liberación
Ofensiva Nacionalista de Liberación (ONL) fue un movimiento político de ideología fascista chileno dirigido por el terrorista Enrique Arancibia Clavel. Operó entre 1969 y octubre de 1970 a través de la violencia política y el sabotaje contra el gobierno del presidente demócrata cristiano Eduardo Frei Montalva y la inminente victoria del socialista Salvador Allende Gossens.

## Historia
Fue formado en 1969 por un pequeño grupo compuesto casi exclusivamente por estudiantes universitarios (muchos de ellos de Derecho) que hacían gala de jerarquías y saludos al estilo fascista. Su ideología provenía en buena parte del pensamiento de los líderes nacionalistas Jorge Prat Echaurren y Jorge González von Marées. El historiador Erwin Robertson, exmiembro de la agrupación y artífice de su manifiesto político (Manifiesto Político de Ofensiva Nacionalista; 1969) señala que:

El nombre de "Ofensiva Nacionalista" se inspiraba evidentemente en el de las "Juntas de Ofensiva Nacional Sindicalista", el primer movimiento fascista español (fusionado posteriormente con la Falange), fundado por Ramiro Ledesma Ramos, y el tono del Manifiesto Político de Ofensiva Nacionalista evocaba el del Manifiesto Político de la Conquista del Estado (1931), del mismo Ledesma.
Robertson, 2004

Eran críticos de otros grupos nacionalistas de la época. Del Movimiento Revolucionario Nacional Sindicalista, por ejemplo, dijeron que les parecía un grupo "anquilosado", "un movimiento de los años cincuenta y sesenta, que parecía que no tenían nada que hacer". Admiraban al general Roberto Viaux y, tras el denominado Tacnazo, formó parte de la explosión de grupos nacionalistas que esperaban una revolución nacionalista con la ayuda de las Fuerzas Armadas. Aunque el grupo pretendía ser un movimiento político, en la práctica se consagró por completo al apoyo a este general.
A inicios de 1970 llamaron la atención luego de interrumpir un discurso de Eduardo Frei Montalva en la inauguración del año académico de la Pontificia Universidad Católica de Chile en el Campus San Joaquín. Ya en octubre de 1970, y como parte de la enérgica oposición nacionalista a la inminente victoria del futuro presidente Salvador Allende Gossens, Erwin Robertson y otros dos miembros ONL tuvieron la misión de volar un paso a nivel en Av. Matta e imprimir panfletos culpando a un supuesto grupo de izquierda, hecho por el que fueron detenidos en el Parque Cousiño cuando se les sorprendió con 42 cartuchos de dinamita. Estuvieron en consecuencia presos y fueron condenados "en definitiva por el delito de conspirar para derrocar al gobierno constituido". La condena del joven Robertson fue, sin embargo, rebajada a 541 días de relegación penal. Arancibia, por su parte, quedó en condición de prófugo tras encontrarse explosivos en su domicilio.